# Charles-François Brisseau de Mirbel

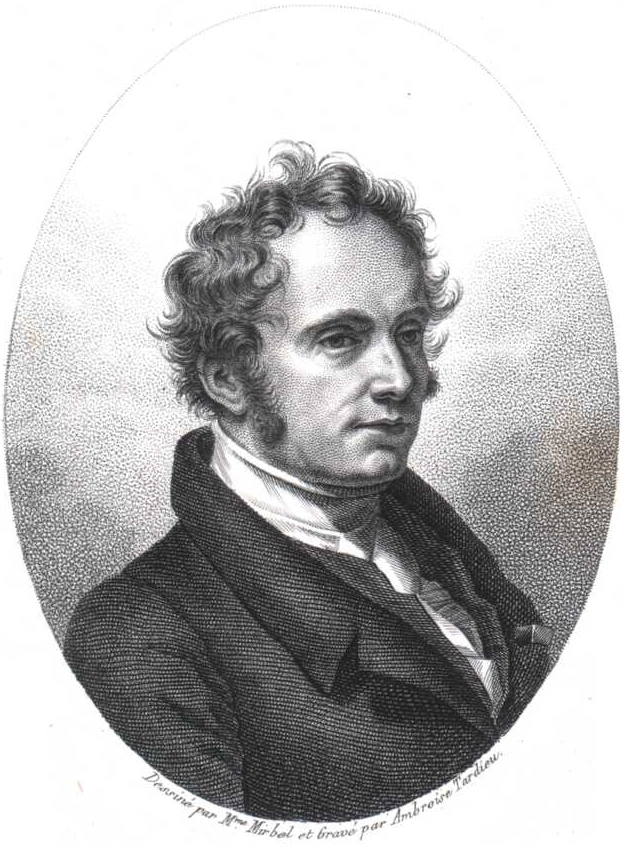
Charles François Brisseau de Mirbel.

Charles-François Brisseau de Mirbel, född 27 mars 1776, död 12 september 1854, var en fransk botaniker.
Brisseau de Mirbel blev 1808 professor vid universitetet i Paris och 1829 professor vid naturhistoriska museet där. Brisseau de Mirbel var grundläggare av de nya riktningarna inom växtanatomin i Frankrike och uppträdde reformerande på detta område samtidigt med Kurt Sprengel i Tyskland. Han utgav tillsammans med Jean-Baptiste de Lamarck en Histoire naturelle générale et particulière des plantes (1800-06) som fortsättning på Georges-Louis Leclerc de Buffons naturhistoria samt flera andra arbeten behandlande olika discipliner inom botaniken såsom historia, systematik, växtgeografi, anatomi och fysiologi.